# Alanthurai
Alanthurai è una suddivisione dell'India, classificata come town panchayat, di 7.173 abitanti, situata nel distretto di Coimbatore, nello stato federato del Tamil Nadu. In base al numero di abitanti la città rientra nella classe V (da 5.000 a 9.999 persone).

## Geografia fisica
La città è situata a 10° 55' 36 N e 76° 46' 29 E.

## Società

### Evoluzione demografica
Al censimento del 2001 la popolazione di Alanthurai assommava a 7.173 persone, delle quali 3.554 maschi e 3.619 femmine. I bambini di età inferiore o uguale ai sei anni assommavano a 810, dei quali 379 maschi e 431 femmine. Infine, coloro che erano in grado di saper almeno leggere e scrivere erano 3.965, dei quali 2.286 maschi e 1.679 femmine.